# Wesley So
Wesley Barbasa So (sinh ngày 9 tháng 10 năm 1993 tại Bacoor, Philippines) là một đại kiện tướng cờ vua Philippines, hiện thi đấu dưới màu áo Hoa Kỳ. So là một cựu thần đồng cờ vua.
Trong tháng 10 năm 2008, So trở thành kỳ thủ trẻ nhất vượt qua ngưỡng 2600 Elo, phá kỷ lục của Magnus Carlsen. Kỷ lục này tồn tại cho đến khi Vi Dịch vượt qua.
Trong đầu năm 2013, So vượt qua ngưỡng 2700, và trong tháng 2 năm 2015, anh đã lọt vào top 10 thế giới sau khi chiến thắng Millionaire Chess Open và đứng vị trí thứ hai ở 2015 Tata Steel Chess Tournament.
So giành danh hiệu Grand Chess Tour năm 2016 sau khi vô địch các giải Sinquefield Cup và London Chess Classic. Anh cũng vô địch giải 2017 Tata Steel Masters, 2015 Bilbao Chess Masters và ba lần vô địch Philippines.

## Tuổi thơ
So sinh năm 1993 tại Bacoor, Cavite. Bố mẹ anh là William và Eleanor So, cả hai đều là kế toán viên. So vào học trường Jesus Good Shepherd School và vào trường đại học St. Francis of Assisi College tại Bacoor.
Lên 6 tuổi, anh được cha dạy chơi cờ vua. Khi lên 9 anh bắt đầu tranh tài tại các giải đấu cờ vua trẻ.
Với tư cách kỳ thủ trẻ, So đã thắng giải vô địch Philippines ở lứa tuổi U-10 năm 2003. Anh cũng thi đấu trong các kỳ khác nhau của giải vô địch thế giới cờ vua trẻ, đứng thứ 19 tại U-10 năm 2003, 13 tại U-12 năm 2004 và thứ 4 tại giải U-12 năm  2005. Anh cũng tham gia trong các giải U-10 open của ASEAN vào năm 2004, giành huy chương vàng cá nhân trong cờ tiêu chuẩn và cờ nhanh cùng với huy chương bạc đồng đội trong cờ tiêu chuẩn và cờ nhanh. So cũng giành huy chương vàng cá nhân trong cờ tiêu chuẩn, cờ nhanh và cờ chớp giải U-12 vào năm 2005.
So giành chức vô địch giải cờ toàn quốc Philippin ở lứa tuổi U-10 năm 2003.

## Thăng tiến lên đẳng cấp cao nhất
So đã ra mắt trong giải đấu quốc tế Nice International vào tháng 8 năm 2005, với kết quả chung cuộc là chia sẻ vị trí thứ tám với 5/7. Anh cũng đã hoàn thành ba chỉ tiêu kiện tướng quốc tế trong thời gian bốn tháng, trở thành người Philippines trẻ nhất đạt được danh hiệu này sau khi có kết quả 5/9 tại giải Dubai Open, 5,5/9 tại giải San Marino Open và 6,5/11 tại giải Dato Arthur Tan Malaysia Open. Trong thời gian này, So ra mắt lần đầu ở Olympiad với tư cách kỳ thủ dự bị thứ hai tại Chess Olympiad lần thứ 37, tổ chức tại Turin vào năm 2006.
Thành công của anh tiếp tục với kết quả 5,5/9 tại Calvia Open, chuẩn đại kiện tướng đầu tiên 7/9 tại giải Bad Wiessee Open,  đồng vị trí thứ sáu với 4/8 tại GMA Presidents Cup ở Parañaque và kết thúc năm 2006 bằng kết quả 6/9 tại Masters Singapore. Vào tháng 1 năm 2007, So giành quyền thi đấu Chess World Cup 2007 qua giải đấu khu vực tổ chức tại Phú Quốc, Việt Nam, ghi được số điểm 5,5/9. Giữa tháng 1 năm 2006 và tháng 4 năm 2007, So đã tăng hệ số Elo của mình tới 2519, thêm 303 điểm.
Trong tháng 5 năm 2007, So đã trở thành vô địch quốc gia lứa tuổi trẻ. So đã đạt chuẩn đại kiện tướng thứ hai của mình bằng cách ghi điểm 7,5/13 tại giải vô địch cờ vua thanh niên thế giới 2007 tại Yerevan. Anh đã đạt được chuẩn đại kiện tướng thứ ba và cuối cùng của mình trong giải Pichay Cup International Open (Manila, Philippines) vào tháng 12 năm 2007, do đó trở thành đại kiện tướng trẻ nhất Philippines ở tuổi 14 và đại kiện tướng trẻ thứ bảy giành được danh hiệu này.
Tháng 1 năm 2008 So đạt vị trí thứ tư với 7/11 điểm tại  ASEAN Chess Circuit tổ chức tại Tarakan, Indonesia. Vào tháng 4 năm 2008 So giành đồng giải nhất tại Dubai Open với số điểm 7/9. Anh cũng giành giải ba với 7/9 điểm tại một giải đấu blitz tổ chức trong ngày nghỉ. So sau đó đánh bại Susanto Megaranto 4-2 trong sáu ván đấu như là một phần của JAPFA Chess Festival được tổ chức tại Jakarta, đã giành được "Giải đấu đối kháng đại kiện tướng" với 8½ /11 (+6=5-0) tại Manila, vị trí thứ 10 với 7,5/11 tại giải Philippines Open, tiếp đó với vị trí thứ hai tại Subic Open với 6,5/9 điểm.

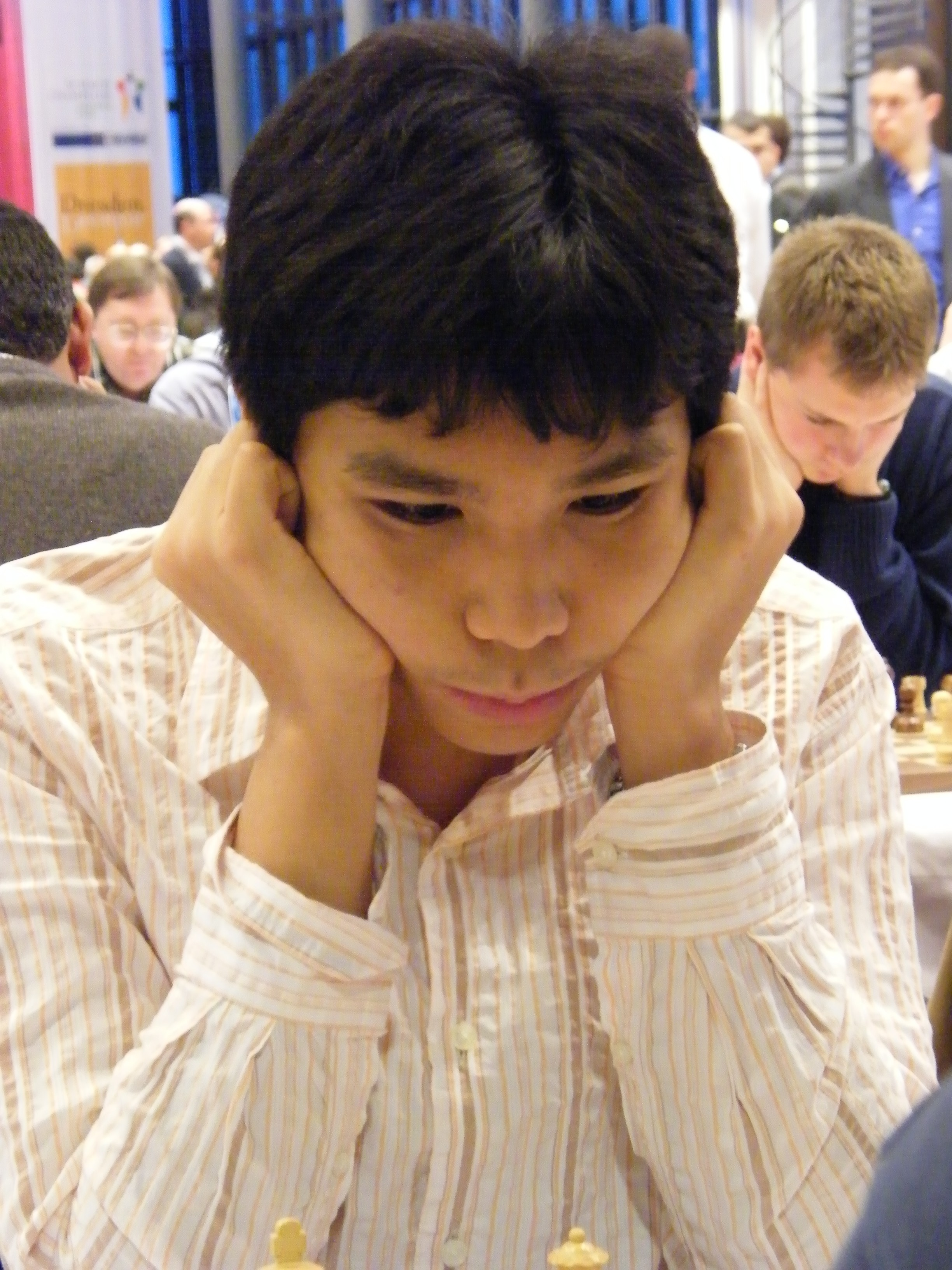
Wesley So tại Dresden Olympiad 2008

Trong tháng 7 năm 2008, So đứng thứ hai với 12,5/17 điểm ở giải đấu quyết định đội Philippines tham dự năm Chess Olympiad lần thứ 38, tiếp theo là chia sẻ vị trí thứ tám tại giải trẻ vô địch thế giới tổ chức in Gaziantep, Thổ Nhĩ Kỳ. So chia sẻ giải nhì với Zurab Azmaiparashvili khi được 6,5/9 tại giải Việt Nam Open nhưng đã kết thúc giải Arroyo Cup ở vị trí thứ 16. Trong giai đoạn 3 tháng So đã thi đấu 69 ván.
Sau khi cạnh tranh trong Club Cup châu Á, So xuất hiện lần đầu tiên tại một giải đấu cờ vua lớn bằng chiến thắng nhóm C giải Corus vào tháng 1 năm 2009, một điểm nhiều hơn Anish Giri và Tiger Hillarp Persson với số điểm là 9.5/13, giành được một vị trí trong nhóm B năm tiếp theo. Anh ghi 5/9 điểm và chia sẻ vị trí thứ 17 tại giải Aeroflot Open tổ chức tại Moskva. So đã cho thấy sức mạnh của mình tại giải trong nước khi có kết quả 9/11 tại Trận chiến GM ở Dapitan nhưng cạnh tranh chật vật tại giải vô địch châu Á tại Subic. So chỉ được 6,5/11 điểm và chia sẻ vị trí thứ 18. So giành được một vé tới Cúp cờ vua thế giới 2009 bằng cách giành giải nhì tại giải vô địch khu vực tổ chức vào tháng 7 năm 2009 tại Thành phố Hồ Chí Minh, Việt Nam. Sau khi thi đấu trong Chinese Chess League, So chia sẻ vị trí thứ tư tại Spice Cup nhóm A với kết quả trung bình 4,5/10.
Ở tuổi 16, So đã gây ấn tượng tại Cúp cờ vua thế giới 2009 tổ chức tại Khanty-Mansiysk 
sau khi tiến vào vòng thứ tư trước khi bị Vladimir Malakhov đánh bại sau loạt tiebreak cờ nhanh. Anh đã hạ Gadir Guseinov sau loạt tiebreaks cờ nhanh, và sau đó đánh thắng các kỳ thủ giàu kinh nghiệm Vassily Ivanchuk và Gata Kamsky. Sau đó So đã chia sẻ vị trí thứ tư tại Nhóm B giải Corus vào đầu năm 2010 với Erwin l'Ami, ghi được 7,5/13 điểm và chia sẻ vị trí thứ bảy với 5,5/9 điểm tại giải Aeroflot Open. So chia sẻ vị trí thứ hai với 6,5/9 tại giải vô địch Asian Continental  vào tháng 4, nhờ vậy giành được một vị trí tới Cúp cờ vua thế giới 2011. Anh cũng giành chức vô địch quốc gia lần thứ 2.
Khi sức chơi cờ và hệ số ELO tăng lên, So cũng đã nhận được nhiều lời mời thi đấu các giải cờ lớn. So đã tạm dẫn đầu giải đấu Biel trước khi trôi lại về vị trí thứ năm với 4,5/9 điểm. Ba tuần sau, So tham gia giải "Kinh nghiệm vs Sao đang lên"  (chơi theo các quy tắc trận đấu Scheveningen) và ghi được 4,5/10 cho đội tuyển "Sao đang lên". So tham gia vào Chess Olympiad lần thứ 39 và đạt vị trí thứ tư, ghi được 5,5/10 tại Spice Cup 2010, trước giải Asian Games.

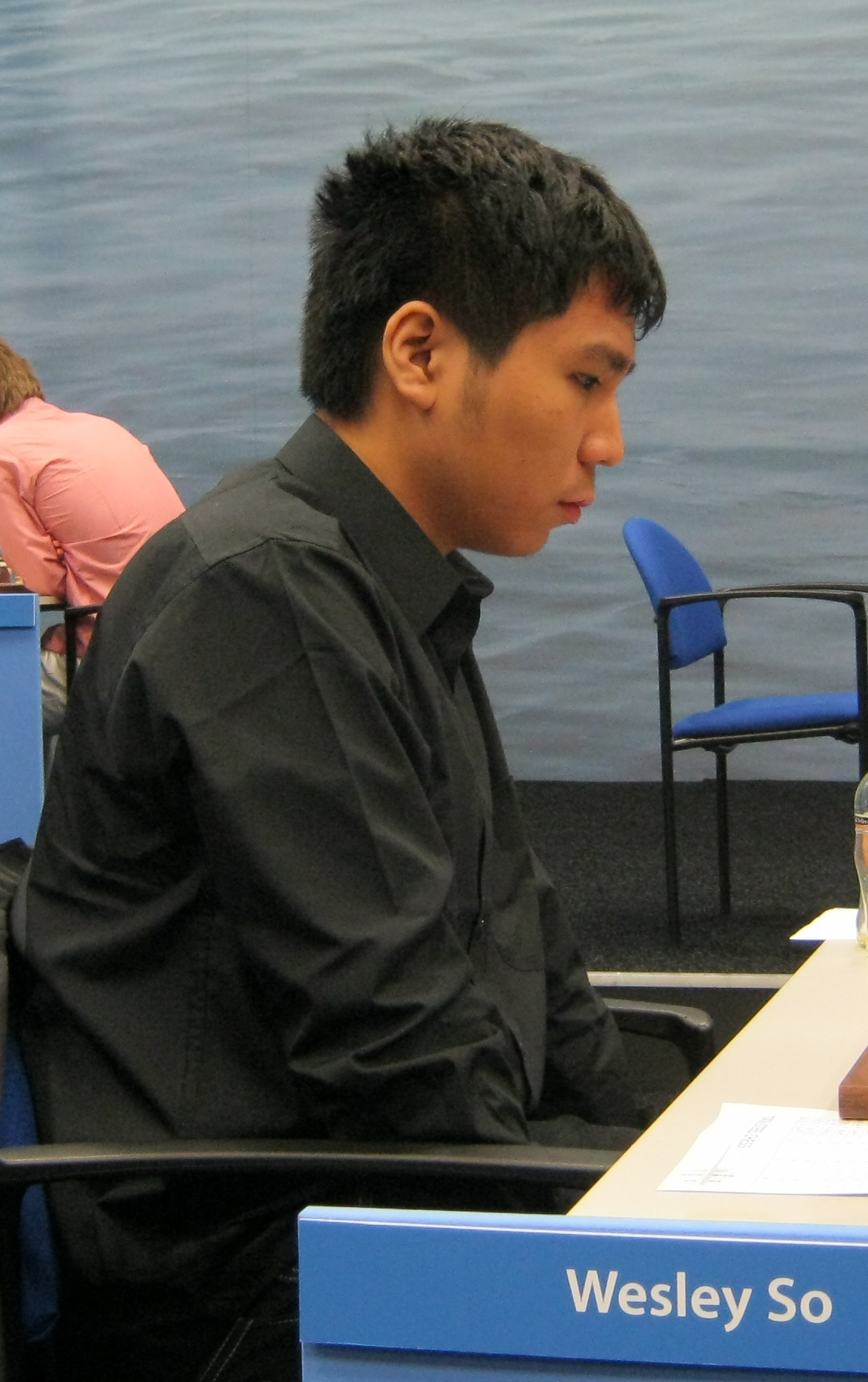
So tại Tata Steel Chess 2011

So đứng vị trí đồng giải tư Nhóm B tại Tata Steel (trước đây là Corus) nhưng đã rút khỏi giải Aeroflot mở rộng được tổ chức ngay sau đó, với lý do kiệt sức. Trong tháng 7 năm 2011, anh giành giải vô địch quốc gia Philippines lần thứ ba. 
Vào tháng 8 năm 2012, So bắt đầu chương trình học toàn thời gian tại Đại học Webster ở St. Louis theo chương trình học bổng Spice, do cựu vô địch thế giới nữ Susan Polgar thành lập. Trong tháng 9 năm 2012, So vô địch giải Quebec International, ghi được 7,5/9, nửa điểm nhiều hơn Lazaro Bruzon. Tại Chess Olympiad lần thứ 40, anh đã thủ hòa với nhiều kỳ thủ đẳng cấp cao bao gồm Levon Aronian, người đã mô tả So như một "kỳ thủ tài năng đến từ một nước có một nền văn hóa cờ vua vĩ đại".
So đứng thứ hai trong giải khu vực 3.3 tại Tagaytay, Philippines và do vậy giành một vé tới Giải vô địch thế giới 2013 và chia sẻ vị trí đầu tiên với Pavel Eljanov và Bassem Amin tại giải Reykjavik Open. Với kết quả này, So đạt mốc 2700 Elo lần đầu tiên, vốn được coi là đẳng cấp một kỳ thủ ưu tú và đứng thứ 50 trên thế giới. So cũng đã giành huy chương vàng tại Summer Universiade 2013 ở Kazan, Nga, huy chương đầu tiên của Philippines tại giải này, sau khi thắng Zaven Andriasian trong trận playoff. Sau khi đánh bại Alexander Ipatov ở vòng đầu tiên của Chess World Cup, anh đã bị Evgeny Tomashevsky đánh bại ở vòng 2. Trong tháng 10 năm 2013, So vô địch giải Unive Crown Group với 4,5/6.
So đứng thứ tư cùng với Fabiano Caruana và Leinier Domínguez tại Nhóm A giải 2014 Tata Steel Chess Tournament, với số điểm 6/11. Anh cũng đã giành chức vô địch giải đấu tưởng niệm Capablanca lần thứ 49, tổ chức tại Havana, một điểm nhiều hơn Lazaro Bruzon, ngay sau khi giành giải ACP Golden Classic tại Bergamo, Italy với điểm số 4.5/6, 1 điểm nhiều hơn Baadur Jobava. Chuỗi thi đấu thành công này đã đưa anh lên vị trí thứ 12 trên bảng xếp hạng FIDE.

## Chuyển liên đoàn, trở thành kỳ thủ chuyên nghiệp
Việc So chuyển sang thi đấu cho Liên đoàn Cờ vua Hoa Kỳ đã được xác nhận trong bảng xếp hạng tháng 11 năm 2014. Ngay sau đó, anh rời trường Đại học Webster để tập trung toàn thời gian vào cờ vua. So đã chuyển tới sinh sống tại Minnetonka, Minnesota.
Anh đã giành chiến thắng trong giải Millionaire Chess Tournament được tổ chức tại Las Vegas trong tháng 10 năm 2014, đạt số điểm 8,5/13 và đồng vị trí thứ hai tại giải Tata Steel Masters vào tháng 1 năm 2015. Trong tháng 6 năm 2015, tại Dortmund Sparkassen Chess Tournament, So đứng thứ hai sau nhà vô địch Fabiano Caruana.
Trong tháng 11 năm 2015, So thắng giải đấu cờ vua Bilbao Masters Final. Anh đã đánh bại Đinh Lập Nhân ở vòng 1, hòa 5 trận còn lại, và chiến thắng trong loạt tiebreaks với kỳ thủ cùng điểm Anish Giri.
So đã được trao học bổng cờ Samford vào tháng 3 năm 2016, cho phép anh thuê Vladimir Tukmakov làm huấn luyện viên.
Vào tháng 8 năm 2016, So giành chức vô địch tại giải 2016 Sinquefield Cup, đứng trước cựu vô địch thế giới Viswanathan Anand và Veselin Topalov, vô địch năm 2014 Fabiano Caruana, và vô địch năm 2015 Levon Aronian. Anh đã giành được 2 trận thắng và hòa 7 ván còn lại.
Trong tháng 12 năm 2016, So cũng giành chức vô địch tại 2016 London Chess Classic, đứng trước cựu vô địch thế giới Viswanathan Anand, Vladimir Kramnik và Veselin Topalov. Anh thắng 3 trận và hòa 6 trận (+3-0=6).
Với việc chiến thắng các giải Sinquefield Cup, London Chess Classic, và đứng thứ hai tại giải cờ nhanh và blitz Your Next Move Leuven, anh đã giành được Grand Chess Tour. Wesley So cũng giành huy chương vàng cho bàn 3 của đội Mỹ - đội vô địch nam trong giải Baku 2016 Chess Olympiad.
Tháng 1 năm 2017, So vô địch giải lớn đầu tiên trong năm là Tata Steel với 9/13 điểm, hơn á quân là vua cờ Carlsen 1 điểm. Anh kéo dài được chuỗi trận bất bại của mình lên 56 ván kể từ tháng 7 năm 2016. Với thành tích này, Elo tháng 2 năm 2017 của anh đạt đỉnh cao cá nhân, đồng thời lên hạng 3 thế giới.